# Случај Враница
Масакр у Враници је убиство 13 ратних заробљеника Армије Републике Босне и Херцеговине (АРБИХ) 10. маја 1993. од стране Хрватског вијећа обране (ХВО), током рата у Босни.
Двојица репортера Хрватске радиотелевизије (ХРТ), Дијана Чуљак и Смиљко Шагољ, снимили су телевизијски прилог о заробљеним мушкарцима у којем обојица тврде да су мушкарци заправо ухапшени терористи који су виктимизирали хрватске цивиле, док су их снимили на траку како стоје постројени. на нишану испред зграде бившег државног предузећа "Враница".
Ово двоје контроверзних новинара и даље су окривљени од стране породица жртава у случају Враница за подстицање масакра босанских заробљеника након емитовања лажног извештаја.
Тела босанских заробљеника касније су пронађена у масовној гробници Горанци.